# Aubria subsigillata
Aubria subsigillata es una especie de anfibio anuro de la familia Pyxicephalidae. Se distribuye por buena parte de África central y occidental: sur de Guinea, norte de Liberia, Costa de Marfil, sur de Camerún, Guinea Ecuatorial y Gabón. Algunos científicos como J.-L. Perret y M.-O. Rödel reconocen a A. occidentalis para África Occidental.